# Batallón de Campaña de la Luftwaffe Finlandia z.b.V.
El Batallón de Campaña de la Luftwaffe Finlandia z.b.V. (Luftwaffen-Feld-Bataillon z.b.V. Finnland) fue una unidad de la Luftwaffe durante la Segunda Guerra Mundial.

## Historia
Fue formado en 1942 en Finlandia, con 4 compañías del ejército. En octubre de 1943 es renombrado 1.er Batallón de Defensa Local de la Fuerza Aérea.